# Glycaspis amydra
Glycaspis amydra är en insektsart som beskrevs av Moore 1970. Glycaspis amydra ingår i släktet Glycaspis och familjen rundbladloppor. Inga underarter finns listade i Catalogue of Life.